# Velociraptorinae
Taxon Velociraptorinae je podčeledí čeledi Dromaeosauridae, tzv. „srpodrápých lovců“. Tito obvykle drobní a hbití teropodi žili v období křídy (nebo již konce jury) v Severní Americe, Evropě a východní Asii.

## Zástupci
Název této skupině agilních teropodů dal mongolský paleontolog Rinchen Barsbold v roce 1983 a patří sem tak populární rody jako mongolský Velociraptor a severoamerický Deinonychus. Dalšími zástupci skupiny jsou Achillobator, Adasaurus, Balaur, Nuthetes, Saurornitholestes, Shri, Tsaagan, Linheraptor, Acheroraptor, Dineobellator a Kansaignathus.

## Popis
Předpokládá se přítomnost opeření u všech zástupců této skupiny, vývojově blízkých dnešním ptákům. Zatím však byla nepřímo prokázána pouze u velociraptora, a to v roce 2007 (objevem ulnárních papil na loketní kosti).